# Okres Gyula
Okres Gyula (maďarsky Gyulai járás) je okres v Maďarsku v župě Békés. Okres má rozlohu 413,22 km² a jeho správním centrem je město Gyula; dále se zde nachází město Elek, městys Kétegyháza a obec Lőkösháza. V roce 2007 zde žilo 43 812 obyvatel.

## Geografie a doprava
Okres se rozkládá na jihovýchodě Maďarska. Na východě hraničí s rumunskými župami Arad a Bihor. V župě Békés sousedí s maďarskými okresy Sarkad na severu, Mezőkovácsháza na jihozápadě a Békéscsaba na západě.
Území okresu je rovinaté s nadmořskou výškou zhruba od 80 m až po 100 m.[zdroj?] Okresem protéká zhruba od jihu k severozápadu řeka Fehér-Körös, z níž je směrem k západu veden vodní kanál Élővíz-csatorna, který se opět napojuje na řeku Kriš severně od města Békés.
Okresem prochází hlavní silnice č. 44 vedoucí z města Kecskemét směrem do Rumunska. Také zde prochází nejméně dvě železniční trati, které směřují do sousedního Rumunska.